# Терес I
Терес I (на гръцки: Τήρης) е одриски цар, роден вероятно през втората половина на VI век пр.н.е. Син е на цар Олор и е баща на царете Спарадок и Ситалк. Успява да разшири земите на одрисите и да създаде обширно и мощно Одриско царство.

## Управление
В края на VI век пр. Хр. Терес предприема военен поход на североизток, като по пътя си завзема земите на гетите и достига Дунав. Там той се изправя срещу нахлуващите от Северното Причерноморие скити, но до въоръжен конфликт не се стига. Отношенията между двете страни са уредени по дипломатичен път. Терес омъжва дъщеря си за скитския владетел Ариапейт, а за граница помежду им е определена река Дунав.
След 478 г. пр. Хр. воюва срещу тините, търсейки разширение на юг към Тракийския Херсонес, но претърпява поражение.
След 465 г. пр. Хр. води успешни битки на югоизток, като завзема земите между Бизантион и Салмидесос.
Терес умира около 448 г. пр. Хр., на 92-годишна възраст. На трона го наследява синът му Спарадок.

## Други
През 2004 г., на около 2 km южно от град Шипка, в местността „Светицата“, екипът на ст.н.с. д-р Георги Китов открива уникална златна маска на тракийски владетел. Маската, изработена с множество детайли, тежи 690 g. Тя е най-масивната, намерена на Балканите, и е от 24-каратово злато. Тракийското погребение е от втората половина на V век пр.н.е. Предполага се, че то може да е на цар Терес.